# たけくらべ (宝塚歌劇)
『たけくらべ』は宝塚歌劇団によって制作された舞台作品。原作は樋口一葉作『たけくらべ』より。

## 1943年・雪組
- 脚本：内海重典[1][2]

宝塚大劇場公演
- 7月27日 - 8月24日
- 併演は『戦ひはここにも』

東京宝塚劇場公演
- 9月1日 - 9月28日
- 併演は『佐藤兄弟の妻』と『日の丸船隊』

## 1945年・合同
参考文献は90年史
- 10月1日 - 10月27日
- 大阪・北野劇場公演
- 脚本：内海重典
- 併演は『紅葉狩』と『菊仙境』

## 1946年・雪組
参考文献は90年史
- 2月21日 - 2月27日
- 名古屋宝塚劇場公演
- 主なスタッフ：内海重典
- 併演は『三人片輪』と『ハッピードリーム』

## 1973年・雪組
参考文献は60年史別冊
- 11月1 - 12月2日（新人公演は11月17日）
- 宝塚大劇場公演
- 形式名は「ミュージカル・プレイ」
- 10場
- 併演は『ラブ・ラバー』

### スタッフ
- 脚本・演出：柴田侑宏
- 作曲：入江薫・寺田瀧雄
- 編曲：入江薫・寺田瀧雄・十時一夫
- 音楽指揮：十時一夫
- 振付：西川鯉暢
- 装置：黒田利邦
- 衣装：小西松茂・中川菊枝
- 照明：今井直次
- 小道具：勝村四郎
- 効果：坂上勲
- 音響監督：松永浩志
- 演出助手：村上信夫
- 制作：野田浜之助

### 主な出演者

#### 本公演（配役も含む）
- 和尚：大路三千緒
- 和尚の妻：三鷹恵子
- 信如：汀夏子
- 大巻：高宮沙千
- 美登利：摩耶明美
- 三五郎：岸香織
- 六之助：浦路夏子
- 正太：順みつき
- 佐吉：尚すみれ
- 源七：上條あきら
- 長吉：麻実れい

#### 新人公演
- 麻実れい
- 瑞穂まり
- 尚すみれ
- 玉梓真紀
- 上條あきら

## 1994年
スタッフ
- 作・演出：柴田侑宏
- 振付・演出協力：花若春秋
- 作曲・編曲：寺田瀧雄・吉田優子
- 装置：大橋泰弘
- 衣装：中川菊枝
- 照明：今井直次
- 演出補：谷正純
- 演出助手：木村信司・藤井大介
- 装置補：新宮有紀
- 衣装補：田口美香
- 音楽製作：野村修
- 製作：細川勝幸
- 制作：佐分孝

|            | 信如       | 美登利     | 正太郎 | 長吉       | 大巻     | なつ     | 源七     | 三五郎   |
| ---------- | ---------- | ---------- | ------ | ---------- | -------- | -------- | -------- | -------- |
| 1994年月組 | 姿月あさと | 風花舞     | 汐風幸 | 水月静     | 舞希彩   | 夏河ゆら | 卯城薫   | 嘉月絵理 |
| 1994年花組 | 愛華みれ   | 森奈みはる | 初風緑 | 香織ゆたか | 美月亜優 | 詩乃優花 | 宝樹芽里 | 千波ゆう |

### 月組
参考文献は90年史
- 2月26日 - 3月12日 宝塚バウホール公演
- 形式名は「バウ・ロマン」
- 2幕

#### 出演者
- 邦なつき
- 梨花ますみ
- 舞希彩
- 大峯麻友
- 蘭玲花
- 真代朋奈
- 夏河ゆら
- 暁なぎさ
- 越はるき
- 美原志帆

- 卯城薫
- 姿月あさと
- 花園ゆかり
- 汐風幸
- 一紗まひろ
- 美郷真也
- 花丘美幸
- 松平瑠美
- 嘉月絵理
- 那津乃咲

- 水月静
- 風花舞
- 瑠菜まり
- 成瀬こうき
- 城華阿月
- 昴一輝
- 北嶋麻実
- 苑宮令奈
- 大鷹つばさ
- 鈴鹿照（専科）

- 箙かおる（専科）

### 花組
参考文献は90年史
- 5月29日 - 6月6日 東京・日本青年館公演
- 6月8日 - 6月10日 名古屋・愛知厚生年金会館公演
- 形式名は「バウ・ロマン」
- 2幕

#### 出演者
- 一原けい
- 美月亜優
- 詩乃優花
- 宝樹芽里
- 愛華みれ
- 夢乃千琴
- 翔つかさ
- 大伴れいか
- 諸鳥あい
- 森奈みはる

- 初風緑
- 妃宮玲子
- 貴月あゆむ
- 紫鳳あけの
- 香織ゆたか
- 悠矢奈穂
- 千波ゆう
- 亜衣雅
- 朝倉葵
- 真丘奈央

- 春野寿美礼
- 南しずか
- 双葉美樹
- 裕三佳
- 天乃悠華
- 夢月真生
- 鮎川夏来
- 鈴鹿照（専科）
- 高ひづる（専科）
- 箙かおる（専科）